# Xsorbaronia alpina
Xsorbaronia alpina är en rosväxtart som först beskrevs av Carl Ludwig von Willdenow, och fick sitt nu gällande namn av Schneid.. Xsorbaronia alpina ingår i släktet Xsorbaronia och familjen rosväxter. Inga underarter finns listade i Catalogue of Life.